# Luigi Sbarra
Luigi Sbarra (Pazzano, 20 febbraio 1960) è un sindacalista e politico italiano, dal 12 giugno 2025 sottosegretario di Stato alla Presidenza del Consiglio dei ministri con delega per il Sud.
In precedenza è stato segretario generale della CISL dal 3 marzo 2021 al 12 febbraio 2025.

## Biografia
Ha iniziato la sua carriera sindacale come operatore territoriale a Locri nella Federazione dei braccianti agricoli della Confederazione Italiana Sindacati Lavoratori (Fisba CISL), di cui, dopo aver frequentato nel 1984 il corso lungo per dirigenti del centro studi CISL di Taranto per perfezionare la propria formazione, è diventato segretario generale della Fisba CISL di Locri nel 1985.
Dal 1988 al 1993 è stato alla guida della CISL di Locri e successivamente è stato eletto segretario generale della CISL della provincia di Reggio Calabria, carica che ha mantenuto fino al 2000, quando viene eletto segretario generale della CISL Calabria.
A dicembre 2009 entra a far parte della segreteria confederale nazionale della CISL, venendo eletto il 14 aprile 2016 segretario generale della FAI CISL (federazione che si occupa di agricoltura, industria alimentare, foreste, pesca commerciale e tabacco).
Il 28 marzo 2018 è stato eletto segretario generale aggiunto della CISL dal Consiglio generale della CISL, sotto la segreteria di Annamaria Furlan.
Il 16 febbraio 2021 la Furlan annuncia di volersi dimettere da segretaria generale della CISL e di proporre Sbarra ai segretari delle categorie, delle regioni e degli enti come proprio successore alla segreteria della CISL. Il successivo 3 marzo gli succede formalmente alla Furlan in qualità di segretario generale della CISL, eletto con 168 voti favorevoli su 173 dal Consiglio generale riunito al Palazzo dei Congressi di Roma.
Il 28 maggio 2022, al termine del 19º congresso confederale della CISL, viene confermato segretario generale per altri quattro anni, che per la prima volta elegge all'unanimità il proprio segretario.
Sotto la segretaria di Sbarra, la CISL si è distinta rispetto alla CGIL e UIL per un atteggiamento molto più morbido nei confronti di governi ed organizzazioni datoriali; in molte occasioni la CISL ha fatto gioco a sé, non aderendo a diversi scioperi e firmando contratti collettivi che le altre due organizzazioni hanno invece respinto. In merito a questo è stato aspramente criticato dall'ex segretario generale Savino Pezzotta, anche per la mancata unità di azione con CGIL e UIL.
Il 29 dicembre 2024, in un'intervista ad Avvenire, ha annunciato che avrebbe lasciato la segreteria generale della CISL al compimento del 65º anno di età come previsto dallo statuto del sindacato; ha inoltre indicato la segretaria generale aggiunta Daniela Fumarola come sua possibile successore. Il 12 febbraio 2025, come da annuncio, Sbarra si dimette da segretario.
Il 12 giugno 2025 viene nominato sottosegretario di Stato alla Presidenza del Consiglio dei ministri con delega per il Sud dalla Presidente del Consiglio Giorgia Meloni, entrando contestualmente in carica lo stesso giorno.